# بی‌حسی نخاعی
بی‌حسی نخاعی نوعی از بیهوشی منطقه‌ای است که از راه تزریق ماده بی‌حسی موضعی به فضای زیر عنکبوتیه(sub arachnoid)انجام می‌شود. دارو با استفاده از سوزنی که طول آن معمولاً ۹ سانتی‌متر (۳٫۵ اینچ) می‌باشد تزریق می‌شود. برای افراد خیلی چاق انواع دیگری از سوزن با طول ۱۲٫۵ در دسترس هستند. نوک سوزن اسپاینال به صورت یک نقطه کوچک یا مورب می‌باشد. سوزن اسپاینال که نوک آن به شکل نوک مداد است نیز در دسترس می‌باشد.

## استفاده پزشکی
بی‌حسی نخاعی معمولاً به صورت تنها به عنوان یک روش بیهوشی یا در ترکیب با آرامبخشی یا بیهوشی عمومی استفاده می‌شود.
نمونه‌هایی از کاربردهای آن عبارتند از:
- جراحی ارتوپدی در استخوان لگن، استخوان ران و مچ پا
- تعویض مفصل ران
- تعویض زانو
- جراحی شکستگی مفصل ران
- استفاده از مخدر در فضای اسپاینال، به عنوان مثال Diamorphine به میزان ۵۰۰ تا ۱۰۰۰ میکروگرم همراه با بیهوشی عمومی برای ایجاد بی دردی بعد از اعمال جراحی روده
- جراحی عروق اندام تحتانی
- ترمیم آنوریسم عروقی
- فتق (نافی، اینگوینال)
- عمل جراحی همورویید
- جراحی نفرکتومی (برداشت کلیه) و سیستکتومی (برداشت مثانه) در ترکیب با بیهوشی عمومی
- جراحی TURP و TURB
- جراحی برداشتن رحم به صورت واژینال یا شکمی
- جراحی برداشتن رحم به روش لاپاراسکوپی به همراه بیهوشی عمومی
- سزارین

بی‌حسی نخاعی روش انتخابی برای عمل سزارین می‌باشد آن هم به دلیل اجتناب از بیهوشی عمومی به دلیل ریسک شکست در لوله گذاری بیمار (intubation) که در حدود ۱ در ۲۵۰ در زنان باردار است. در روش بی‌حسی نخاعی مادر کاملاً هوشیار است و شریک (همسر) می‌تواند تولد نوزاد را برای مادر توضیح دهد. پس از عمل بی دردی حاصل از تزریق مخدر در داخل فضای نخاعی به همراه داروهای ضد التهاب غیر استروئیدی هم خوب است.
اگر نوع عمل جراحی اجازه دهد بی‌حسی نخاعی در بیماران مبتلا به بیماری‌های تنفسی مانند COPD به دلیل اجتناب از لوله‌گذاری و تهویه مکانیکی بسیار مفید است. همچنین این روش در بیمارانی که به دلیل ناهنجاری‌های آناتومیک احتمال لوله‌گذاری داخل تراشه سخت است نیز مفید است.

## موارد منع مصرف
- عدم رضایت بیمار
- عفونت موضعی در محل ورود سوزن اسپاینال در کمر یا سپسیس
- بیماری‌های خونریزی دهنده، کاهش پلاکت در گردش خون یا بیماریهای سیستمیک ضدانعقاد خون (باعث افزایش خطر ایجاد هماتوم در ناحیه اپیدورال می‌شوند)
- ضایعات فضاگیر مغزی
- اختلالات آناتومیک ستون فقرات
- کمبود حجم خون به عنوان مثال به دلیل حجم عظیم خون ریزی از جمله در مشکلات زنان و زایمان

## خطرات/عوارض
می‌توان به صورت و گسترده و فوری طبقه‌بندی کرد (در اتاق عمل) یا بعد از آن (در بخش یا در P. A. C. U. یا در واحد مراقبت‌های بعد از بیهوشی):
- افت فشار خون (Spinal shock) - با توجه به انسداد دستگاه عصبی سمپاتیک اتفاق می‌افتد. اما معمولاً به راحتی با درمان داخل وریدی مایع و استفاده از داروهای مقلد سمپاتیک مانند افدرین و فنیل آفرین یا متارامینول
- سردرد به دلیل سوراخ شدن و بازماندن سوراخ دورا، که با اندازه و نوع سوزن نخاعی که استفاده می‌شود ارتباط دارد.
- آسیب به اعصاب دم اسبی که بسیار نادر است، در صورت بالا انتخاب کردن ناحیه برای ورود سوزن
- ایست قلبی - بسیار نادر است و معمولاً با بیماری‌های زمینه‌ای بیمار مرتبط است.
- هماتوم در کانال نخاعی با یا بدون عوارض عصبی با توجه به فشاری که بر روی اعصاب وارد می‌آورد. CT/MRI فوری برای تأیید تشخیص هماتوم و به دنبال آن جراحی فوری جهت رفع فشار از روی اعصاب برای جلوگیری از آسیب عصبی دائمی
- آبسه اپیدورال، مجدداً با پتانسیل آسیب‌های عصبی دایمی است. می‌تواند به شکل مننژیت یا آبسه به همراه کمر درد، تب، اختلال عصبی اندام‌های تحتانی و بی‌اختیاری در مثانه و روده بروز کند. CT/MRI فوری برای تأیید تشخیص و به دنبال آن استفاده از آنتی‌بیوتیک و عمل جراحی برای تخلیه هماتوم لازم است.

### تفاوت اسپاینال و اپیدورال

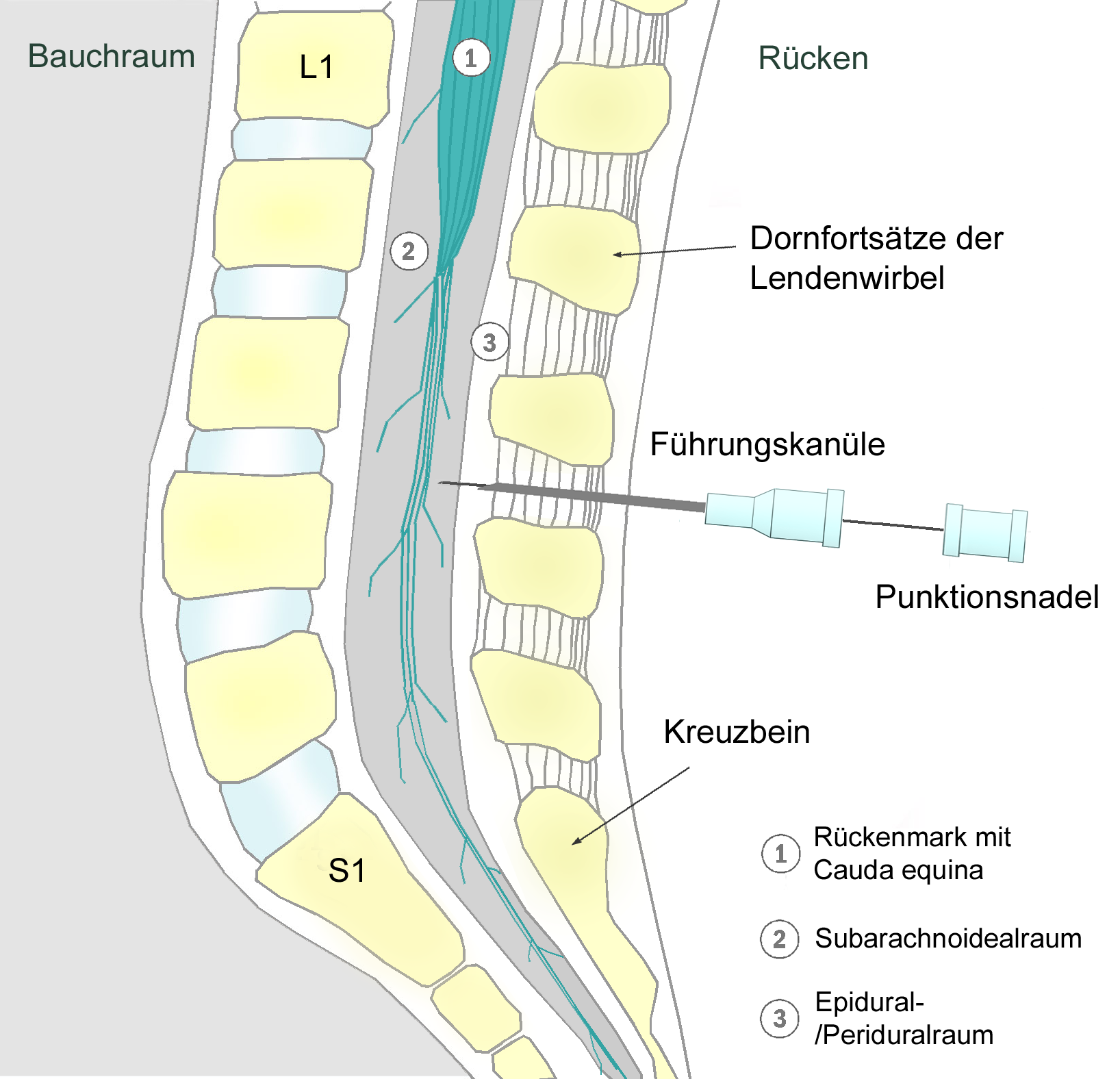
محل قرارگیری فضای اسپاینال و اپیدورال

بی‌حسی اپیدورال روشی است که در آن داروی بی‌حسی از طریق کاتتر در فضای اپیدورال تزریق می‌شود. این تکنیک بسیار شبیه بی‌حسی اسپاینال است. تفاوت‌های آن به شرح زیر است:
- دوز دارو در اپیدورال از اسپاینال بزرگتر است. در حدود ۱۰–۲۰ میلی لیتر در مقایسه با ۱٫۵–۳٫۵ میلی لیتر در بی‌حسی اسپاینال
- در اپیدورال با استفاده از کاتتر در محل اپیدورال می‌توان در صورت نیاز دارو بی‌حسی را مجدد تزریق کرد. در صورتی که در بی‌حسی اسپاینال تزریق فقط یکبار صورت می‌گیرد.
- شروع بی دردی در اپیدورال در حدود ۲۵–۳۰ دقیقه اما در اسپاینال در حدود ۵ دقیقه می‌باشد.
- محل تزریق اپیدورال می‌تواند در ناحیه مهره‌های گردن، مهره‌های سینه‌ای و مهره‌های کمری انجام شود در صورتی که در اسپاینال محل تزریق باید پایین‌تر از مهره L2 جهت جلوگیری از آسیب به نخاع باشد.

## تاریخچه
اولین بی‌حسی در سال ۱۸۸۵ توسط جیمز لئونارد کورنینگ (۱۸۵۵–۱۹۲۳) متخصص مغز و اعصاب در نیویورک انجام شد. او در حال آزمایش کوکایین بر روی اعصاب اسپاینال در یک سگ بود که تصادفی دورا را پاره کرد.
اول بی‌حسی نخاعی برای عمل جراحی توسط August Bier در ۱۶ آگوست سال ۱۸۹۸ در شهر کیل آلمان انجام شد، او ۳ میلی لیتر از محلول کوکائین ۰٫۵٪ را به فضای اسپاینال یک کارگر ۳۴ ساله تزریق کرد. پس از آن او و دستیارش در ۶ بیمار دیگر هم از این محلول برای بی‌حسی اسپاینال استفاده کردند. آن‌ها توصیه کردند این روش برای جراحی پا مناسب است اما باید سمیت کوکایین را هم در نظر داشت.